# Николай Мавродинов
Николай Тодоров Мавродинов (1910 – 1974) е български лекар – интернист, учен и преподавател, професор със съществени заслуги за развитието на кардиологията в България.

## Биография
Николай Мавродинов е роден в София през 1910 г. Завършва Софийския медицински факултет през 1935 г. Специализира вътрешни болести в Клиниката на проф. Васил Моллов (до 1939 г.), като същевременно работи като лекар в Учителската каса. Специализира кардиология в Париж (1939 – 1940 г.) и Бад-Найхайм, Германия (1941 г.).
След завръщането си в София завежда вътрешното отделение в болница Варкони (днес ІV градска болница). През 1951 г. е назначен като главен асистент в ръководената от проф. д-р Васил Цончев в Катедра по вътрешни болести и кардиология (по-късно преименувана като Катедра с Клиника по ревмокардиология) към новосъздадения Институт за специализация и усъвършенстване на лекарите (ИСУЛ). Там д-р Николай Мавродинов развива успешна клинична, научна и преподавателска дейност и последователно е избран за доцент, по-късно и като професор. Заедно с доц. Гарбис Паникян през 1968 г. създават първото в страната Отделение за интензивни грижи и лечение на сърдечно-съдовите заболявания. От 1969 г. до смъртта си през 1974 г. проф. Мавродинов е ръководител на катедрата.
Проф. Николай Мавродинов: през 1946 г. успява да внесе първите количества пеницилин в България, които използва за успешното излекуване на негов племенник от остър гломерулонефрит. През следващата година проф. инж. Нанчо Нанчев, баща на излекуваното дете, подарява на д-р Мавродинов електрокардиограф, който най-вероятно е първият внесен и успешно използван в България.

## Медицински трудове
Проф. Николай Мавродинов е автор на многобройни научни статии в медицинския печат, както и на водещите за времето си монографии „Клинична електрокардиография“ (издателство Медицина и физкултура, София, 1958 г., 212 стр.) и „Аускултация на сърцето и фонокардиография“ (със съавтор Юрий Белов, издателство Медицина и физкултура, София, 1962 г., 104 стр.), ползвани от поколения кардиолози и запазили до днес своята значимост.